# Aeroportul Regional Mobile
Aeroportul Regional Mobile (IATA: MOB, ICAO: KMOB, FAA LID: MOB) este un aeroport din Alabama, Statele Unite ale Americii ce deservește zona Mobile. Aeroportul a fost tranzitat în 2019 de 656.490 de pasageri. A fost numit după zona deservită.
Situat la o altitudine de 67 m, aeroportul dispune de 2 piste.

## Infrastructură

### Piste
Aeroportul dispune de 2 piste. Pista 15/33 are suprafața de asfalt și dimensiunile 8.502 picioare × 150 picioare. Pista 18/36 are suprafața de asfalt și dimensiunile 4.376 picioare × 150 picioare. 